# Fehérajkú tamarin
A fehérajkú tamarin (Saguinus labiatus) az emlősök (Mammalia) osztályának főemlősök (Primates) rendjébe, ezen belül a csuklyásmajomfélék (Cebidae) családjába és a karmosmajomformák (Callitrichinae) alcsaládjába tartozó faj.
A Saguinus nemen belül a mystax-csoportba tartozik.

## Előfordulása
A fehérajkú tamarin az Amazonas-medence lakója. Elterjedési területei megtalálhatók Brazíliában, Bolíviában és Peruban.

## Alfajai
- Saguinus labiatus labiatus
- Saguinus labiatus rufiventer
- Saguinus labiatus thomasi

## Megjelenése
Ennek a karmosmajomnak a bunda színe feketés barna, de hasi része élénk vörös. Pofájának elülső része fehér. Hátul a fejen, fehér szőrszálak vannak. A hímek testtömege 490 gramm, a nőstényeké 529 gramm.

## Életmódja
Az állat kis csoportokban él. Egy csoportban akár 15 majom is lehet, de általában csak 2-8 állat van. A fehérajkú tamarin kerüli az időszakonként elárasztott erdőket. A fajt inkább az erdőirtás veszélyezteti, a vadászat csak kevésbé. Néhol háziállatnak tartják.

## Szaporodása
A nőstény általában egy vagy két kölyköt ellik. A kicsik nevelésében a hím állat vállal nagyobb szerepet, de az idősebb testvérek is besegítenek; ilyenformán tapasztalatot szerezve a kölykök felnevelésében.

## Természetvédelmi helyzete
Nagy elterjedési területük miatt, az élőhelyüket veszélyeztető erdőirtás ellenére viszonylag gyakori fajnak számít.
Fogságban gyakran tartott faj, Magyarországon a Miskolci állatkertben és a Nyíregyházi Állatparkban tartják.

## Képek

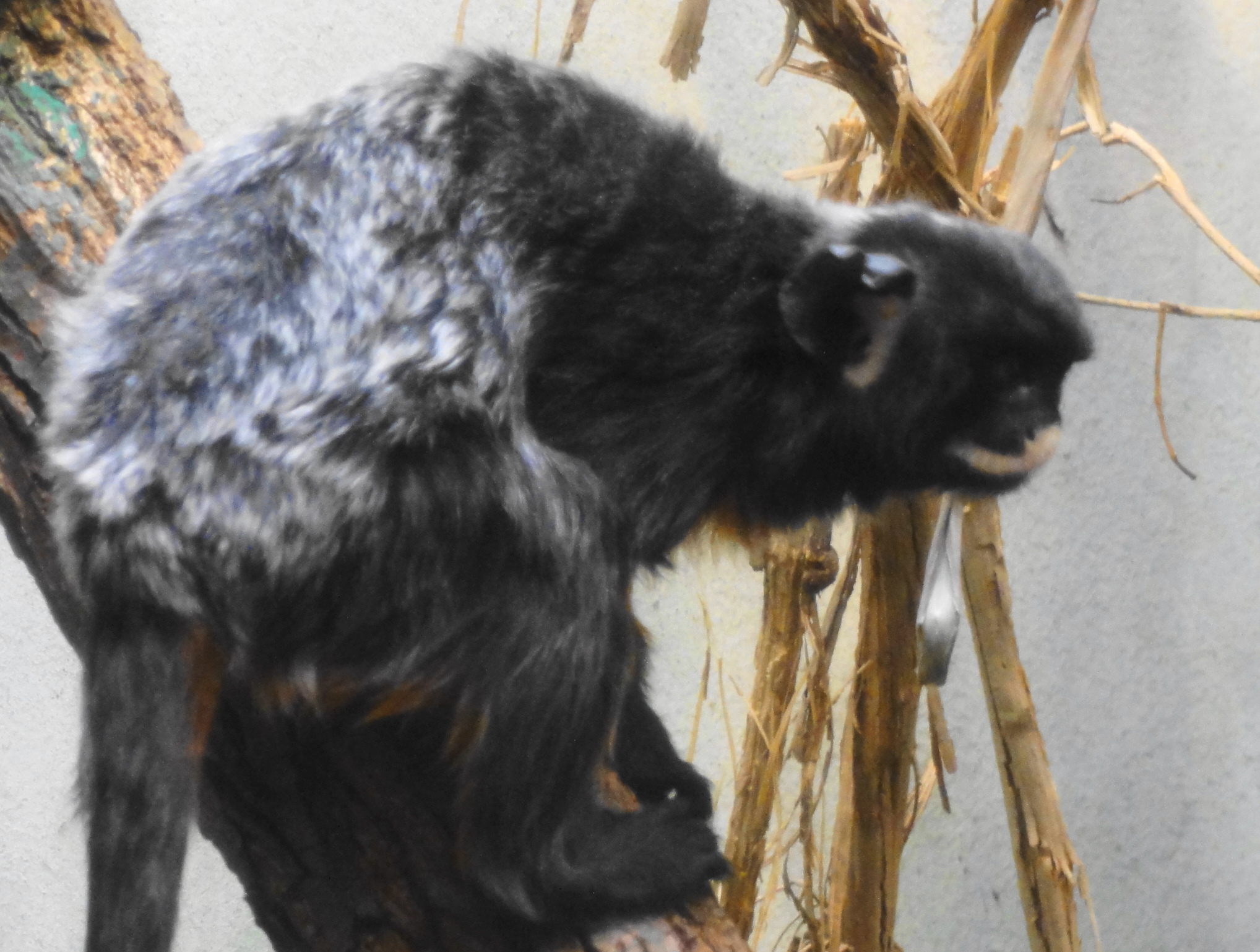
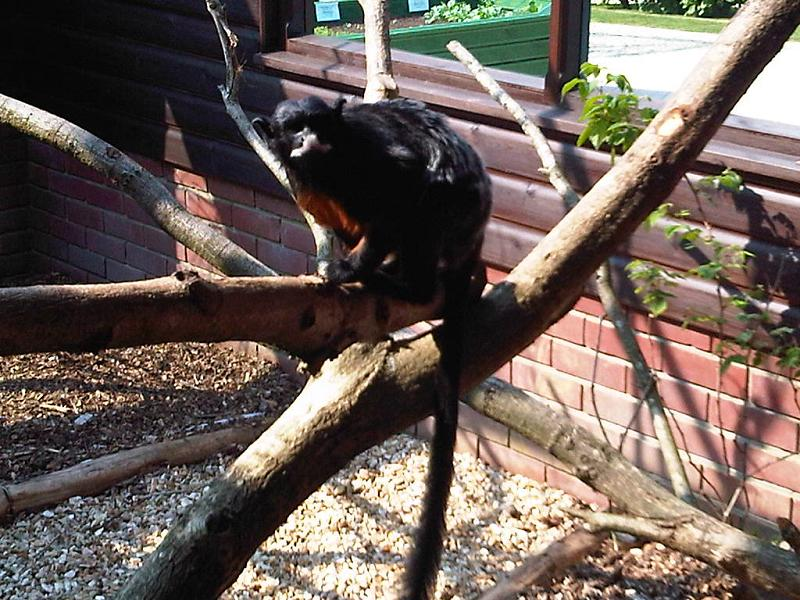
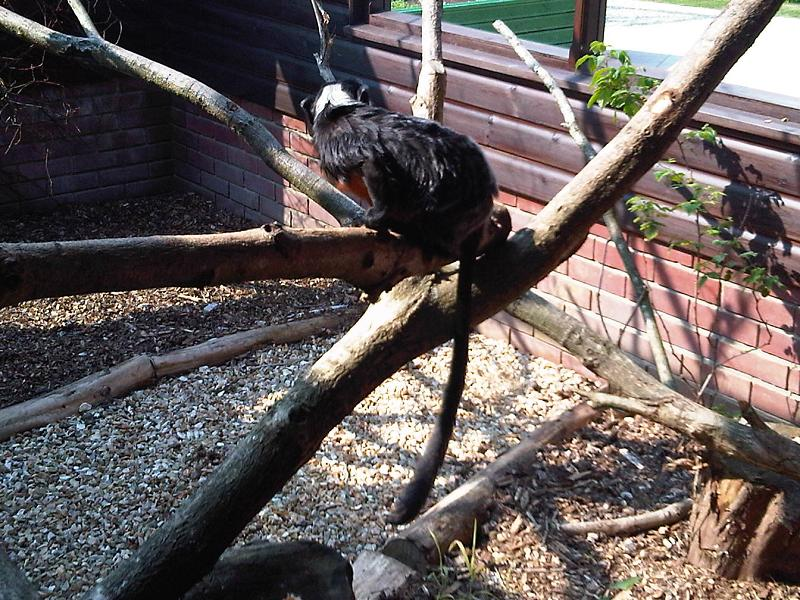
Látszanak hátul a fején, a fehér szőrszálak

## Fordítás
- Ez a szócikk részben vagy egészben  a   White-lipped tamarin című angol Wikipédia-szócikk fordításán alapul.  Az eredeti cikk szerkesztőit annak laptörténete sorolja fel. Ez a jelzés csupán a megfogalmazás eredetét és a szerzői jogokat jelzi, nem szolgál a cikkben szereplő információk forrásmegjelöléseként.